# 普吕里安
普吕里安（法語：Plurien，法語發音：[plyʁjɛ̃]）是法国阿摩尔滨海省的一个市镇，位于该省东北部，属于圣布里厄区。

## 地理
普吕里安（48°37'33"N, 2°24'15"W）面积21.65 平方千米，位于法国布列塔尼大區阿摩尔滨海省，该省份为法国西北部沿海省份，位于布列塔尼半岛北部，北濒大西洋英吉利海峡，西接菲尼斯泰尔省，南至莫尔比昂省，东临伊勒-维莱讷省。
与普吕里安接壤的市镇（或旧市镇、城区）包括：拉布伊、埃尔基、埃南比昂、普莱布勒、弗雷埃勒。
普吕里安的时区为UTC+01:00、UTC+02:00（夏令时）。

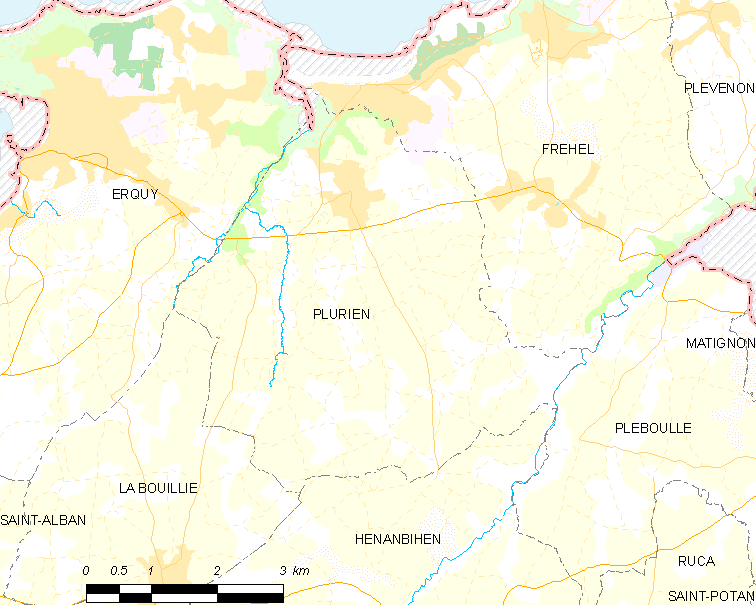
普吕里安的OSM定位图

## 行政
普吕里安的邮政编码为22240，INSEE市镇编码为22242。

## 政治
普吕里安所属的省级选区为普莱讷夫-瓦勒安德烈县。

## 交通
阿摩尔滨海省省道D34线、D52线、D89线和D786线经过境内。

## 人口

1962-2008年间普吕里安人口变化图示

普吕里安于2022年1月1日时的人口数量为1513人。